# 土佐インターチェンジ

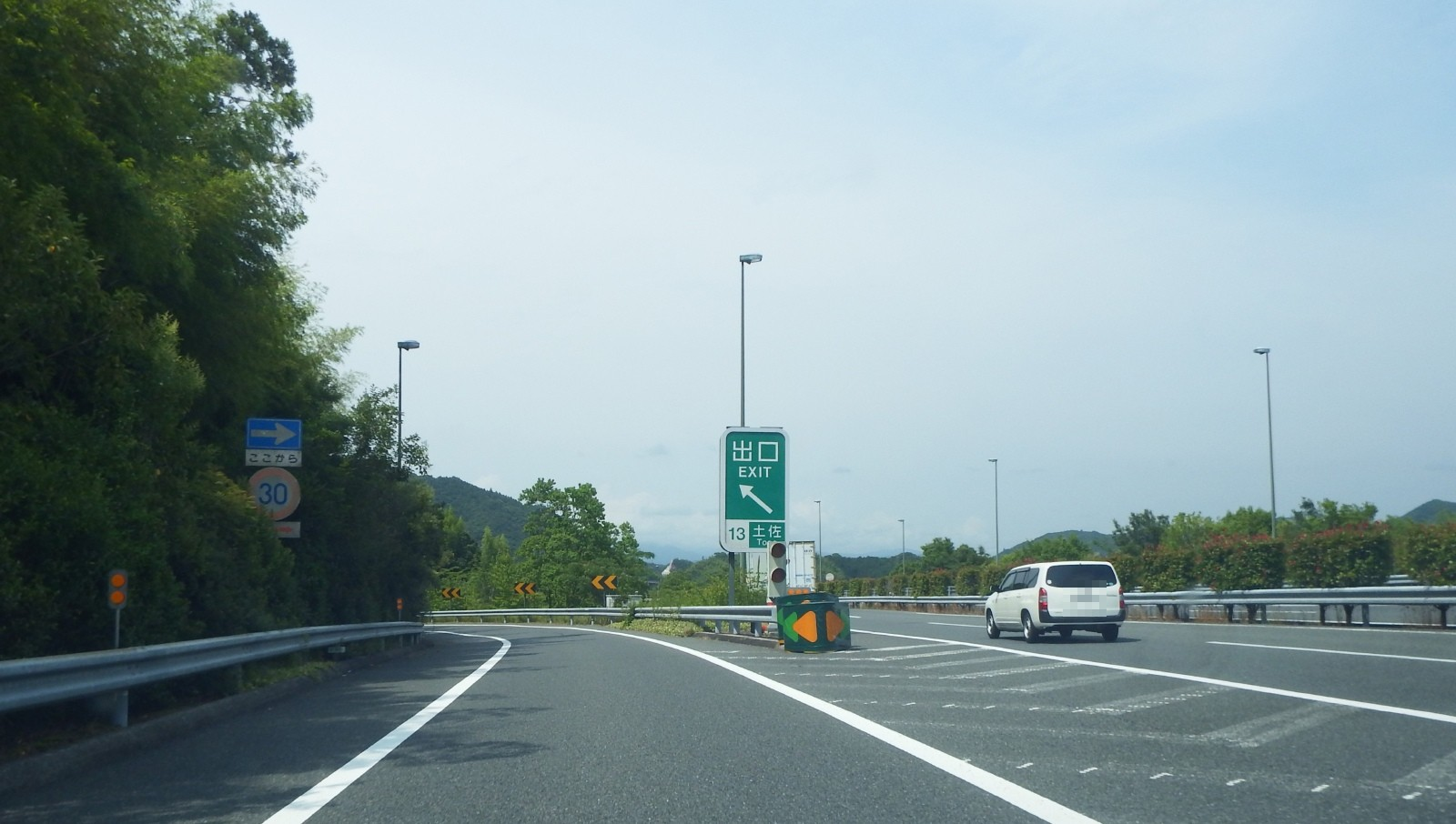
上り線　出口

土佐インターチェンジ（とさインターチェンジ）は、高知県土佐市高岡町にある高知自動車道のトランペット型のインターチェンジである。

## 道路
- E56 高知自動車道（13番）
- 接続する道路：国道56号

## 料金所

### 入口
- レーン数：2
  - ETC専用：1
  - 一般・ETC：1

### 出口
- レーン数：2
  - ETC専用：1
  - 一般：1

## 周辺
- 土佐市役所
- 高知県土佐警察署
- 土佐郵便局
- 高知県立高岡高等学校
- 土佐公園
- 光の村土佐自然学園

## 隣
E56 高知自動車道
(12) 伊野IC - (13) 土佐IC - 土佐PA/スマートIC - 須崎東TB - (14) 須崎東IC